# Mon frère est fils unique
Pour plus de détails, voir Fiche technique et Distribution.
Mon frère est fils unique (Mio fratello è figlio unico) est un film italien de Daniele Luchetti sorti au cinéma en 2007, inspiré du roman Il fasciocomunista d'Antonio Pennacchi (2003). Ce film a été présenté au festival de Cannes 2007 au cours duquel il a rencontré un succès non négligeable.
Le temps du film a lieu entre les années 1960 et 1970. C'est l'histoire de deux frères, Manrico, l'aîné, et Antonio, surnommé Accio (Elio Germano), Accio étant traduit par le sous-titrage français en « la teigne ». Manrico est militant communiste, l'autre l'est au Mouvement social italien de tendance néofasciste. La rivalité entre les deux frères reflète les conflits sociaux et politiques de l'époque, mais aussi les sentiments de deux adolescents, tous deux amoureux de la même femme.

## Synopsis
Accio qui est âgé de douze ans, entre au séminaire. Mais il se rend compte assez tôt que cette voie ne lui convient pas. Il décide donc de retourner au bercail familial, à Latina (une ville nouvelle créée sous Mussolini). Dès lors, de nombreux conflits commencent à se développer au sein de la famille, notamment en raison du caractère rebelle d'Accio. Quelques années passent et, aux relations tendues entre les parents et leurs enfants, s'ajoute désormais la politique. En effet, alors que son grand frère Manrico adhère au Parti communiste, les sympathies d'Accio penchent vers la droite. Accio fait bientôt la connaissance d'un marchand ambulant qui vend des nappes et des draps. Celui-ci le fait adhérer au Mouvement social italien. Les tensions politiques entre les deux bords deviennent critiques dans la petite ville et dégénèrent souvent en bagarre. Les deux frères se retrouvent donc régulièrement face à face. 
Manrico rencontre alors une jeune militante des Jeunesses communistes, Francesca. Leur relation devenant sérieuse, Francesca se rend souvent chez les deux frères. Une forte amitié naît alors entre elle et Accio. En fait, les deux frères sont tombés amoureux de la même femme. 
Un soir, Accio rencontre un groupe de ses camarades, emmené par Mario, bien décidés à brûler la voiture de Manrico. Accio essaie de les en empêcher. C'est le début de la rupture entre Accio et le MSI. Lors d'un concert organisé par le Mouvement communiste révolutionnaire (une organisation imaginaire d'extrême-gauche, à laquelle a adhéré Manrico), un groupe de fascistes fait irruption dans la salle. Une bagarre s'ensuit et Accio se bat contre les militants néo-fascistes qui l'ont reconnu. Il est désormais persona non grata dans son ancien milieu politique. Quelque temps plus tard, Accio se bat avec Mario, qui décède. Celui-ci a eu en réalité une crise cardiaque, mais Accio est persuadé d'être responsable de sa mort. Il décide donc de disparaître. Il trouve refuge chez des amis de Manrico dans le Piémont. Après avoir passé un an caché dans cette région, Francesca le contacte et lui demande de s'occuper du fils qu'elle a eu avec Manrico, prétextant n'avoir plus vu Manrico depuis deux ans. Accio refuse de lui venir en aide. Il reste pendant plus d'un an sans nouvelles de son frère et de Francesca.  
Un jour, Accio reçoit un appel de son frère qui lui demande de le rejoindre à Turin avec l'argent que Manrico avait volé quelques années auparavant en tirant sur son employeur. Une fois arrivé à Turin, Accio décide d'appeler Francesca. Celle-ci raccroche immédiatement le téléphone. Accio rencontre son frère dans le café où il lui avait donné rendez-vous. Il comprend, trop tard, que Manrico appartient désormais à une organisation illégale et qu'il est recherché. Des policiers en civil font alors irruption dans le café. Manrico essaie de prendre la fuite, mais il est abattu par les agents. Effondré, Accio comprend que c'est son appel téléphonique à Francesca qui a renseigné la police. 
Accio retourne à Latina avec Amedeo et retrouve sa famille. Une nuit, il fait irruption dans la mairie à la recherche d'un fascicule sur les personnes qui sont bénéficiaires des maisons populaires. Il appelle les personnes concernées, y compris leur famille, et les incite à occuper les nouvelles maisons. À la fin du film, on retrouve Accio qui regarde le coucher du soleil sur la terrasse de sa nouvelle maison avec un sourire aux lèvres. Finalement, Accio retrouve la sérénité, loin des engagements politiques, mais en retrouvant son rêve d'enfance, qui est d'aider les plus démunis.

## Fiche technique
- Titre original : Mio fratello è figlio unico
- Réalisation : Daniele Luchetti
- Scénario : Stefano Rulli, Daniele Luchetti, Sandro Petraglia
- Production :
- Pays d'origine : Italie, France
- Format : couleur
- Genre : drame
- Durée : 100 minutes
- Date de sortie : 20 avril 2007

## Distribution
- Elio Germano : Antonio « Accio » Benassi
- Vittorio Emanuele Propizio : Accio à 13 ans
- Riccardo Scamarcio (VF : Alexis Victor) : Manrico Benassi
- Luca Zingaretti : Mario
- Angela Finocchiaro : Amelia
- Anna Bonaiuto : Bella
- Claudio Botosso : le professeur Montagna
- Ninni Bruschetta : le secrétaire Bombacci
- Ascanio Celestini : le Père Cavalli
- Diane Fleri : Francesca
- Massimo Popolizio : Ettore
- Alba Rohrwacher : Violetta Benassi
- Pasquale Sammarco : le Père Tosi

## Récompenses et distinctions
Ce film a remporté cinq Prix David di Donatello en 2007 : meilleur scénario, meilleur premier rôle masculin (Elio Germano), meilleur second rôle féminin (Angela Finocchiaro), montage et son.
Il a également reçu un prix comme étant le meilleur film italien dans la sixième édition des Italian Online Movie Awards et le Globe d'or de la presse étrangère en Italie comme meilleur film.